# Sinustrombus sinuatus
Espèce
Synonymes
- Strombus sinuatus

Sinustrombus sinuatus ou strombe lanicié est une espèce de mollusques gastéropodes marins appartenant à la famille des Strombidae.
Cette espèce est parfois dénommée Tricornis sinuatus.
- Taille maximale : 8 à 13 cm.
- Répartition : sud-ouest de l'océan Pacifique.

C'est une espèce remarquable par sa crête formée de 4 ou 5 lobes arrondis sur la partie postérieure du labre. Il est de couleur blanche avec des motifs rouges ou bruns.

## Philatélie
Ce coquillage sous le nom de Strombus sinuatus figure sur une émission de la poste aérienne de la Nouvelle-Calédonie de 1970 (valeur faciale : 22 F) et sur un timbre de la poste de Taïwan de 2009 (valeur faciale : NT$5)